# کونراد (آیووا)
کونراد (به انگلیسی: Conrad) شهری در ایالت آیووا کشور ایالات متحده آمریکا است که جمعیت آن در سرشماری سال ۲۰۱۰ میلادی، ۱٬۱۰۸ نفر بوده‌است.